# Ezequiel Ordóñez
Ezequiel Ordóñez Aguilar (Hacienda de San Nicolás Peralta, Lerma, Estado de México, 10 de abril de 1867 - Ciudad de México, 8 de febrero de 1950) fue un ingeniero topógrafo, geólogo, investigador y académico mexicano. Se le considera creador de la geología petrolera mexicana.

## Estudios y docencia
Realizó sus primeros estudios en San Miguel Regla y en Pachuca. En 1880, se trasladó a la Ciudad de México en donde ingresó a la Escuela Nacional Preparatoria y en 1886 a la Escuela Nacional de Ingenieros, en donde estudió la carrera de Ensayador y Apartador de Metales. En 1888, comenzó a estudiar la carrera para obtener el título de ingeniero topógrafo, se especializó en topografía e hidrografía obteniendo su título en 1893. Sin aún obtener su licenciatura, impartió las prácticas y cátedras de Mineralogía, Geología y Paleontología.

## Académico e investigador
Fue miembro de la Sociedad Científica Antonio Alzate, de la Sociedad Mexicana de Historia Natural, de la Société Géologique de France. Realizó investigaciones para el Instituto Geológico de México en 1892, y cinco años más tarde fue nombrado subdirector del mismo. Fue consultor y vicepresidente de la Pan-American Petroleum Co. de 1927 a 1930. Fue miembro de la American Institute of Mining and Metallurgical Engineers, de la American Association of Petrolum Geologist y de la American Academy of Arts and Sciences de los Estados Unidos. Fue nombrado director honorario del Instituto de Geología de México. Fue miembro fundador de El Colegio Nacional el 15 de mayo de 1943.

## Aportaciones a la industria petrolera
Viajó con el director José Guadalupe Aguilera, representando al Instituto Geológico de México, a Rusia en 1897 y a Francia en 1900. Trabajó con el especialista inglés en petróleo Edward L. Doheny. En 1903, después de varios fracasos de perforaciones por parte de la compañía Mexican Petroleum Company of California, se le solicitó su asesoría; Ordóñez analizó y recomendó realizar perforaciones cerca del cuello volcánico en el Cerro de la Pez, gracias a ello, el 3 de abril de 1904 se logró obtener una producción de 1 500 barriles diarios con el pozo La Pez N°1. Su mayor logro fue en 1916, cuando descubrió la concentración de pozos petroleros de la Huasteca, en el campo de Cerro Azul, el pozo N.º 4 obtuvo una producción de 260 000 barriles diarios.

## Publicaciones
- Los hierros meteóricos de México: cristales meteóricos en 1893.
- Las rocas eruptivas del suroeste de la Cuenca de México en 1895.
- Las aguas del desierto en 1895.
- Bosquejo geológico de México coautor, en 1896.
- Expedición científica al Popocatépetl en 1898.
- El Real del Monte con Manuel Rangel en 1899.
- Les volcans du Valle de Santiago en 1900.
- Las Rhyolitas de México: descripción sistemática de las rhyolitas en 1901.
- El mineral de Angangueo en 1904.
- El valle de Cerritos, S.L.P. con Andrés Villafaña en 1908.
- Los xalapazcos del Estado de Puebla en 1906.
- El petróleo de México: bosquejo histórico en 1932.
- Las ruinas de Teopanzolco en Cuernavaca, Morelos: las ruinas de Cuicuilco en 1939.
- El volcán de Paricutín en 1945.